# Josep Maria Vives Castellet
Josep Maria Vives Castellet (Valls, 19 de marzo de 1888-15 de noviembre de 1954) fue un arquitecto modernista español. 
Estudió en la Escuela Técnica Superior de Arquitectura de Barcelona, donde se tituló en 1914. Fue arquitecto municipal de Valls (1919-1953), donde fue autor de la casa Vives (1916), la Bodega de la Cooperativa Agrícola (1919-1920) y la casa Mercadé (1921), entre otras obras.